# Silene sennenii
Silene sennenii Pau – gatunek rośliny z rodziny goździkowatych (Caryophyllaceae Juss.). Występuje endemicznie w Hiszpanii, w północnej części Katalonii.

## Rozmieszczenie geograficzne
Rośnie w północnej Katalonii w okolicach miasta Figueres w comarce Alt Empordà w prowincji Girona.

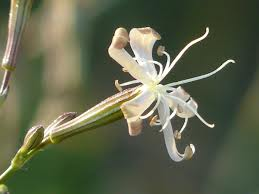
Kwiat

## Morfologia
PokrójDorasta do 15–60 cm wysokości.
KwiatyPłatki mają różowo-białawą barwę. Kwiaty tego gatunku wyróżniają się tym, że emitują zapach w nocy. Mimo to roślina bywa zapylana przez owady zarówno w nocy jak i w ciągu dnia. Naukowcom nie udało się jeszcze ustalić jaką rolę pełni wzmożona emisja zapachu w ciągu nocy.

## Biologia i ekologia
Znany jest z trzech subpopulacji: w Figueres liczy 3209 osobników, w El Far d’Empordà jest ich 467 a w Siurana znajduje się 1124 okazów.
Roślina wieloletnia, hemikryptofit. Zwykle rośnie w pierwotnych lub wtórnych siedliskach w zbiorowiskach Brachypodietum phoenicoidis. Często towarzyszą mu takie gatunki jak: Brachypodium phoenicoides, fenkuł włoski (Foeniculum vulgare), kalaminta mniejsza (Calamintha nepeta), powojnik południowy (Clematis flammula), mikołajek polny (Eryngium campestre), lepnica rozdęta (Silene vulgaris), driakiew purpurowa (Scabiosa atropurpurea), owies brodaty (Avena barbata), kupkówka pospolita (Dactylis glomerata), Rubus ulmifolius oraz głóg jednoszyjkowy (Crataegus monogyna). Rośnie na wysokości od 50 do 200 m n.p.m. Kwitnie od lipca do września. Kwiaty zapylane są przez owady.

## Ochrona
W Czerwonej księdze gatunków zagrożonych został zaliczony do kategorii EN – gatunków zagrożonych wyginięciem. Gatunek został sklasyfikowany w tej kategorii, ponieważ jego populacja jest znacznie rozdrobniona, a jej liczebność ma tendencję spadkową. Ponadto jakość siedlisk, na których występuje, ulega pogorszeniu.
Głównymi zagrożeniami dla tego gatunku są działalność człowieka (urbanizacja, budowa dróg, transformacja metod w uprawach rolnych i stosowanie herbicydów) oraz czynniki biotyczne takie jak presja ze strony zwierząt roślinożernych, a także konkurencja innych gatunków roślin.